# Ломбардо, Антонио (скульптор)
Антонио Ломбардо (итал. Antonio Lombardo; 1458, Венеция — 1516, Феррара) — скульптор и архитектор эпохи итальянского Возрождения венецианской школы.

## Биография
Антонио был членом большой семьи потомственных каменотёсов, скульпторов и строителей, сыном Пьетро Ломбардо, или Ломбарди (1435—1515), работавшего в Венеции, и младшим братом Туллио Ломбардо (1455—1532). Некоторые историки считают их настоящей фамилией «Солари», а прозвание «Ломбардо» старшие члены семьи получили по месту своего рождения — селения в районе Карона (Carona) в швейцарском муниципалитете Лугано италоязычного кантона Тичино, который ранее входил в регион Ломбардия.
Члены семьи часто работали вместе, создавая церковные украшения и надгробия. Основная деятельность Антонио и Туллио Ломбардо проходила в мастерской семьи Ломбардо в Венеции. Антонио также работал с бронзой, изготавливая предметы церковного обихода.
В 1484 году его присутствие было зафиксировано в соборе Тревизо, где он сотрудничал с отцом в создании памятника епископу Дзанетто да Удине и где он, вероятно, занимался скульптурным оформлением саркофага. Кроме того, Антонио помогал отцу в завершении строительства Капеллы Святого Причастия. Одновременно с работами в Тревизо в 1481 году отец Пьетро получил заказ на проектирование и строительство здания и скульптурных украшений церкви Санта-Мария-дей-Мираколи в Венеции. Работы продолжались до 1489 года.
Продолжая работать в мастерской отца, в 1490 году он вместе с другими членами семьи работал в Бергамо над изготовлением статуй для капеллы Бартоломео Коллеони, архитектурного произведения Джованни Антонио Амадео. В частности, круглая скульптура, изображающая Святого Иоанна Крестителя (впоследствии утраченная), приписывается Антонио, в то время как статуя, изображающая Святого Варфоломея, приписывается его отцу Пьетро, а статуя, изображающая Святого Марка, — его брату Туллио.
27 июля 1500 года Антонио совместно с братом Туллио было поручено создать несколько горельефов для Капеллы ковчега с телом святого (Сappella dell’Arca) в базилике Святого Антония Падуанского.
В 1506 году Антонио Ломбардо переехал в Феррару ко двору герцогов д’Эсте. Вероятнее всего, его призвал Эрколе I д’Эсте, который вскоре умер, и таким образом ломбардец оказался на службе у его преемника Альфонсо I д’Эсте. Ломбардо стал одним из главных придворных художников и почти сразу же приступил к работе над декором Алебастровых покоев на Виа Коперта, которая вела от замка Эстенсе к Дворцу дожей. Большая часть мраморных горельефов хранится в Эрмитаже в Санкт-Петербурге.
К этому же периоду относится «Венера Анадиомена», ныне хранящаяся в Музее Виктории и Альберта в Лондоне и открывающая серию небольших рельефов мифологического характера.
Антонио Ломбардо был женат на Адриане Вайре, у него было трое сыновей: Аурелио, Джироламо и Лодовико Ломбардо, все трое талантливые скульпторы, сотрудничавшие с отцом в последние годы его жизни.
Антонио скончался в Ферраре, работая у герцога Альфонсо I д’Эсте.

## Галерея

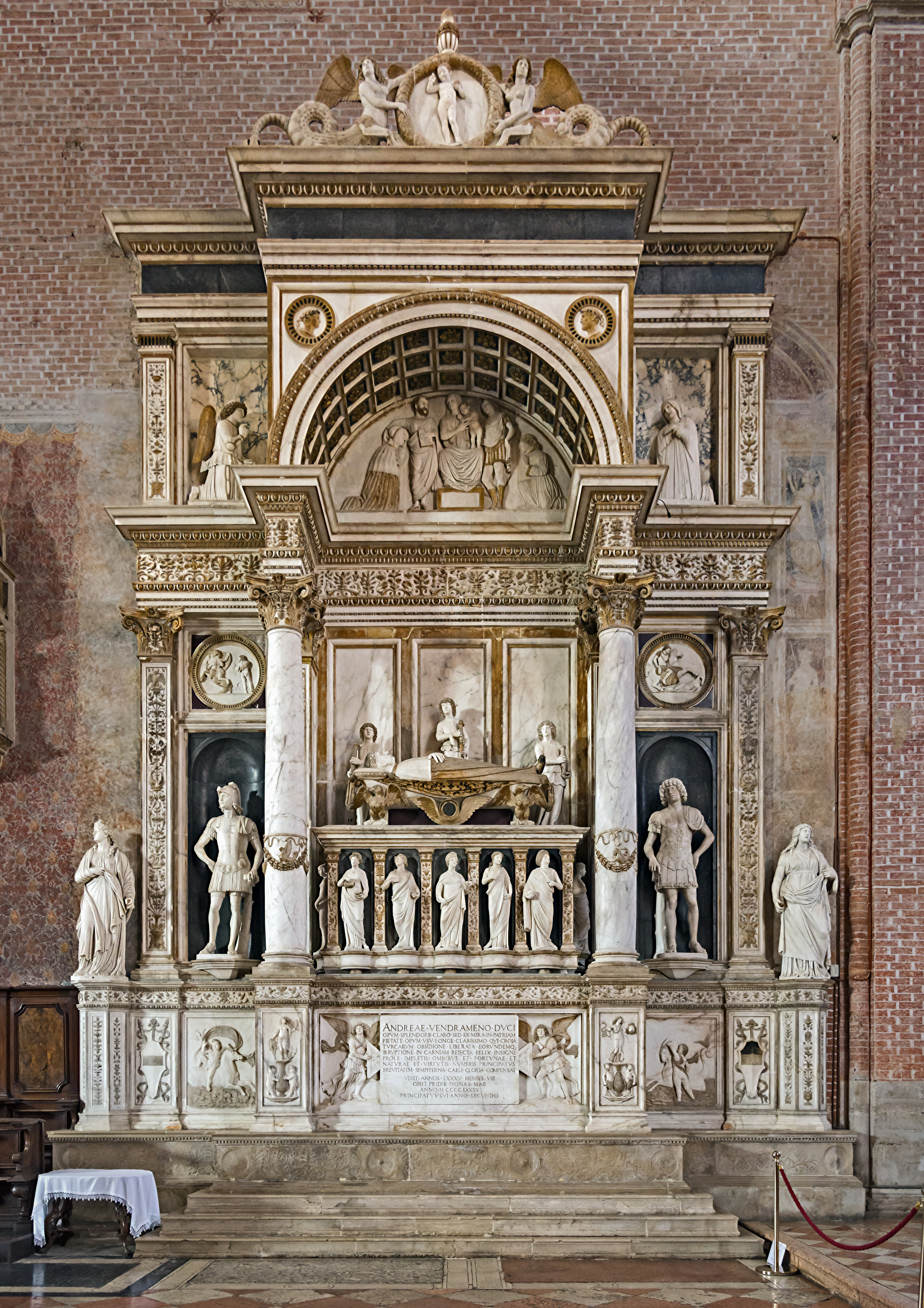
Памятник дожу Андреа Вендрамину. Совместно с Туллио Ломбардо. Хор базилики Санти-Джованни-э-Паоло, Венеция
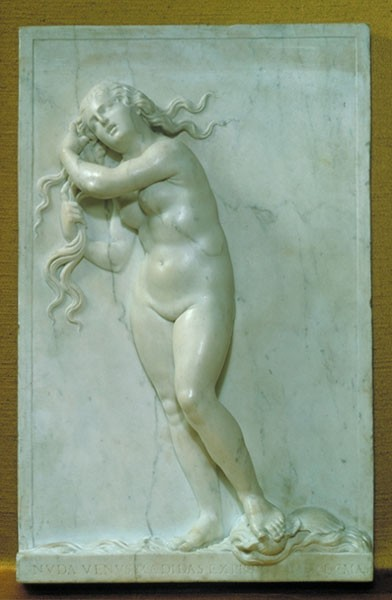
Венера Анадиомена. 1516. Мрамор. Музей Виктории и Альберта, Лондон
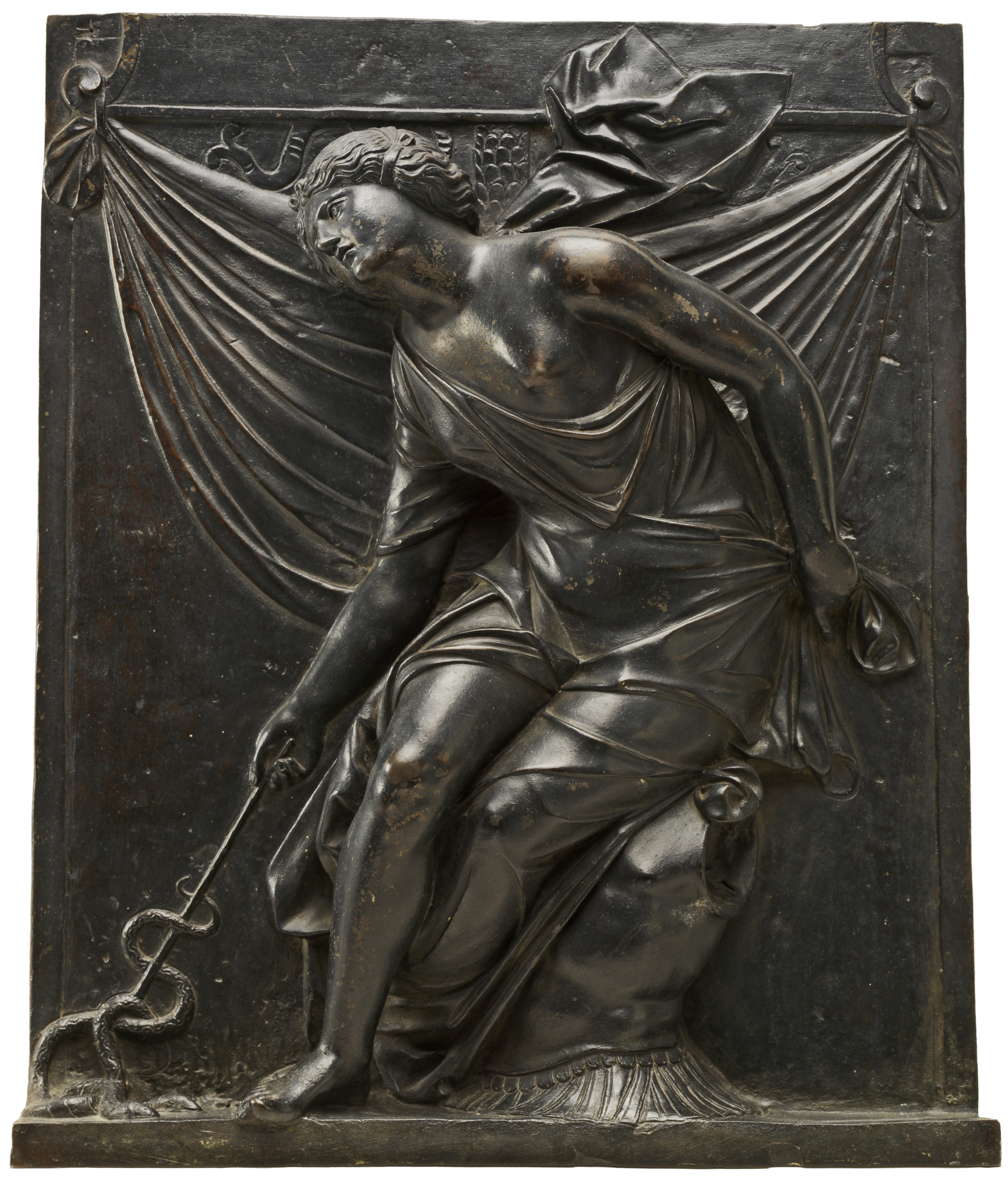
Мир, устанавливающий своё царство. Ок. 1512. Бронза. Национальная галерея искусства, Вашингтон
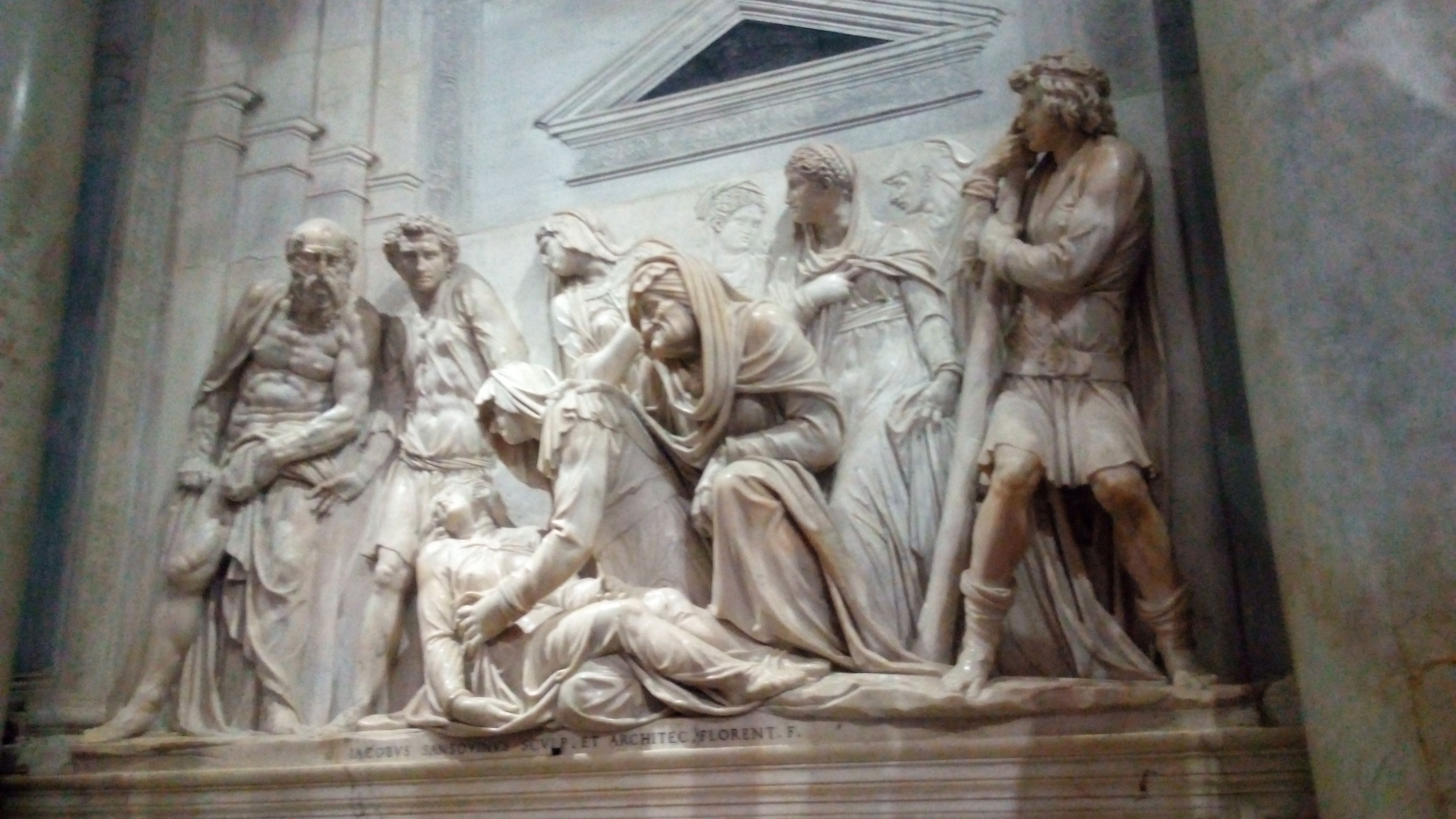
Горельеф Капеллы ковчега базилики Святого Антония Падуанского. Ок. 1500. Мрамор
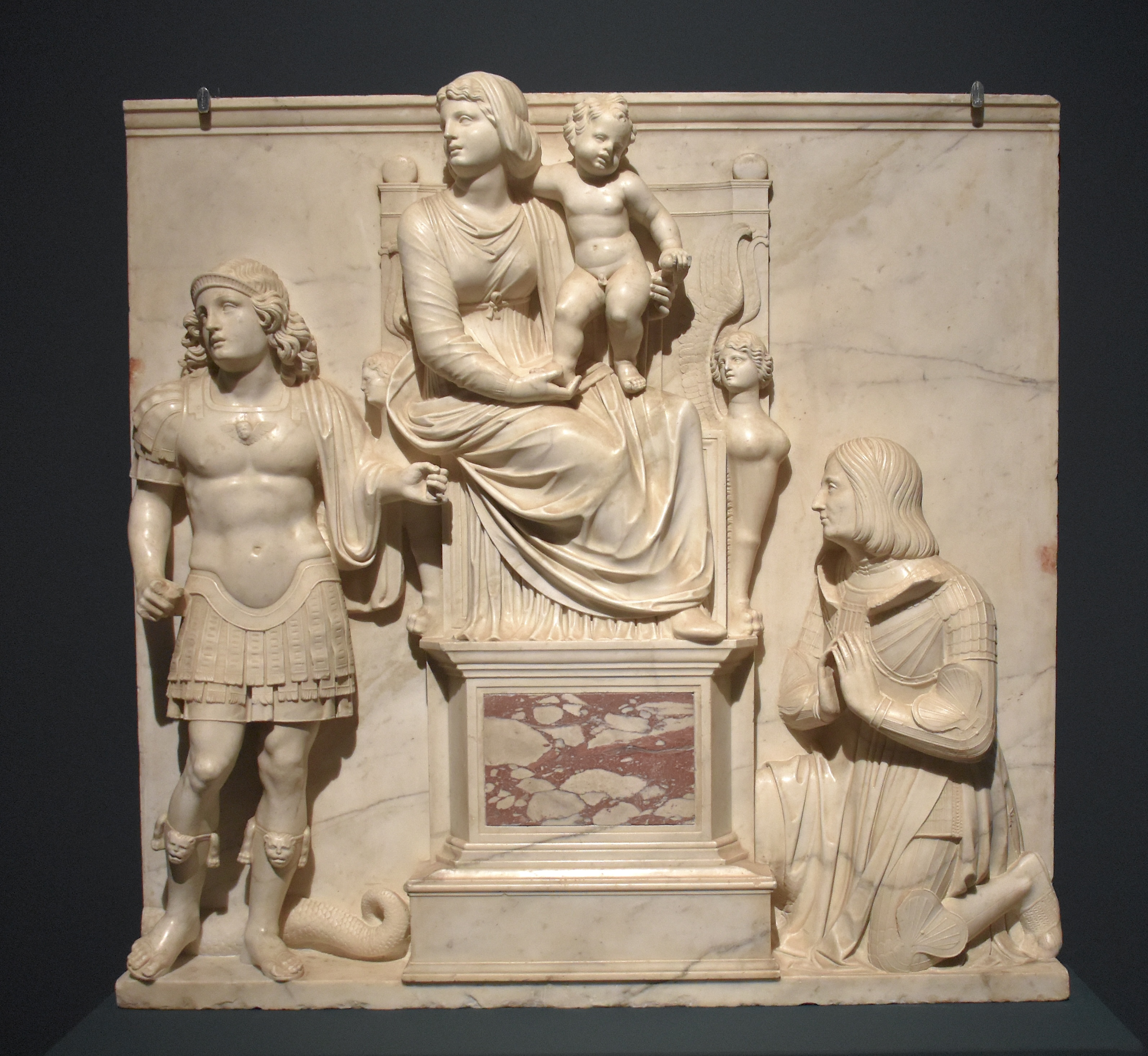
Мадонна с Младенцем на троне со святым Георгием и донатором. Мрамор. Феррара, Музей древнего искусства